# دریاچه ایگوآکه
دریاچه ایگوآکه دریاچه ای است که در بخش بویاکا، کلمبیا واقع شده است. این دریاچه و اطراف آن در سال ۱۹۷۷ پناهگاه گیاهان و جانوران اعلام شد

## جغرافیا و آب و هوا
دریاچه ایگواکه در شمال شرقی ویلا د لیوا قرار دارد و بخشی از نواحی حفاظت شده است. اکوسیستم غالب پارامو همراه با گیاهان فرایلخون، سرخس، گلسنگ و پویا است. میانگین دما ۱۲ درجه سانتی گراد است و مسیر دسترسی به منطقه طبیعی از بوگوتا به تونخا (۱۴۷ کیلومتر) سپس تونخا به وییا د لِیوا (۳۹ کیلومتر) است.

## ارزش فرهنگی
این دریاچه مکانی مقدس برای موئیسکا در نظر گرفته می‌شد. بر اساس افسانه‌ها، بشریت، زمانی که الهه باچوئه با پسری در آغوش از دریاچه بیرون آمد، در دریاچه ایگواکه به وجود آمد. وقتی پسر بزرگ شد، با مادر خود ازدواج کرد و فرزندانشان روی زمین ساکن شدند. آنها را اجداد نسل بشر می‌دانند. سرانجام باچو و شوهرش به شکل مار در دریاچه ناپدید شدند.

## زیست‌شناسی
زنبور عرق Neocorynura muiscae در سال ۲۰۰۶ در پناهگاهی در نزدیکی دریاچه کشف شد و به نام قوم موئیسکا نامگذاری شد.